# Parti attrape-tout
 (juillet 2023).
Un parti attrape-tout est un concept utilisé en science politique pour désigner « un parti qui séduit tous azimuts au-delà des classes sociales et surtout des clivages classiques entre droite et gauche ».

## Définition
Selon Virginie Martin, docteur en sciences politiques, un parti attrape-tout (catch-all party) est un type de parti qui se définit par « sa capacité d’attirer des individus ayant des points de vue différents les uns des autres, des électeurs venant d’horizons divers, des hommes et des femmes qui peuvent venir de la gauche comme de la droite ».
Ce concept utilisé en sciences politiques a été introduit par Otto Kirchheimer dans un article intitulé « The transformation of the Western party systems », publié en 1966. Dans son écrit, le politiste allemand constate l'émergence d'un type nouveau de parti, étant faiblement bureaucratique, faiblement organisé, pouvant être aussi caractérisé par une centralisation du pouvoir dans les mains du leader et de son entourage immédiat. En se concentrant autour d'une figure, seul capable de tenir la structure du fait d'une bureaucratie insuffisante, un parti attrape-tout peut alors se transformer en parti dit « charismatique », selon l'expression d’Angelo Pannebianco.
Pour Paolo Gerbaudo et Fabienne Greffet, un parti attrape-tout est l'autre nom d'un parti télévision ou d'un parti d'opinion dans le sens où il ne rassemble pas des personnes ayant des intérêts économiques prédéfinis communs mais poursuit des intérêts et des opinions changeants,.

## Causes
Certaines vues avancent que l'avènement du parti attrape-tout trouve son origine en tout ou partie de l’État providence, la massification et l'uniformisation de la société, le recul des clivages de classe, l'élévation du niveau d’éducation, la baisse de l’identification partisane, le recul du nombre d’adhérents, le montée de l’abstention, la volatilité électorale, la dépendance accrue aux médias, l'augmentation des coûts de campagne, et le financement public et la législation sur le financement, sur les règles électorales, sur la représentation médiatique.

## Par pays

### France
En France, la science politique donne le qualificatif de parti « attrape-tout » au Rassemblement national depuis qu'il est dirigé par Marine Le Pen, ceci par sa capacité à séduire des électeurs venant de la gauche comme de la droite. L’électorat de gauche pouvant être attiré par le volet économique et social ; celui de droite étant intéressé par les aspects identitaire et sécuritaire. Le qualificatif « attrape-tout » a été également utilisé pour définir d'autres mouvements politiques, tels que : Génération citoyens, La République en marche, puis Renaissance,,,, Les Patriotes, Nous Citoyens, Objectif France, l'Union populaire républicaine, ou encore République souveraine.
Lors des élections, l'administration préfectorale française a notamment utilisé les étiquettes divers puis autres pour décrire principalement les élus inclassables ou défendant des intérêts catégoriels et, par défaut, ne se réclamant d'aucune sensibilité politique, qu'elle soit de gauche, du centre ou de droite, notamment depuis 1995 et depuis 2008.

### Autres pays
- Azerbaïdjan : Parti du nouvel Azerbaïdjan[20]
- Brésil : Mouvement démocratique brésilien[21]
- Cambodge : Parti du peuple cambodgien
- Catalogne : Ensemble pour le oui[22]
- Croatie : Le Pont des listes indépendantes[23], Bouclier humain
- Écosse : Parti national écossais[24],[25]
- Érythrée : Front populaire pour la démocratie et la justice[26]
- États-Unis : Parti de la réforme des États-Unis d'Amérique
- Géorgie : Rêve géorgien[27]
- Inde : Congrès national indien[28]
- Irak : En marche[29],[30]
- Irlande : Fianna Fáil[31],[32], Fine Gael[32]
- Israël : Bleu et blanc[33], Liste arabe unie, Ta'al
- Italie : Mouvement 5 étoiles[34], Südtiroler Volkspartei[35],[36],[37]
- Japon : Parti libéral-démocrate[38]
- Norvège : Démocrates de Norvège
- Roumanie : Parti social-démocrate[39], Union sauvez la Roumanie[40]
- Serbie : Parti progressiste serbe[41],[42]
- Tchéquie : ANO 2011[43],[44]
- Ukraine : Parti des régions[45],[46],[47], Serviteur du peuple